# Linda Caridi
Linda Caridi (Milán, 11 de abril de 1988) es una actriz de cine, teatro y televisión italiana.

## Biografía
Nacida en Milán en el seno de una familia de origen siciliano y calabrés; se graduó en la Escuela de Arte Dramático Paolo Grassi y estuvo entre las cofundadoras de la compañía teatral The Baby Walk. Hizo su debut cinematográfico en 2010 con un pequeño papel en La banda dei Babbi Natale del director Paolo Genovese. Tuvo su gran éxito en 2015, cuando interpretó a la poeta Antonia Pozzi en la película biográfica Antonia.
Por su actuación en la película de 2018 Ricordi?, ganó el premio NuovoImaie Talent Award en el 75.º Festival Internacional de Cine de Venecia y recibió una nominación al David di Donatello como mejor actriz. En 2023, recibió una nominación al Nastro d'Argento como mejor actriz por su actuación en Última noche en Milán.

## Filmografía

### Cine
- La banda dei Babbi Natale, de Paolo Genovese (2010)
- Antonia., de Ferdinando Cito Filomarino (2015)
- Nome di donna, de Marco Tullio Giordana (2018)
- Ricordi?, de Valerio Mieli (2018)
- Mamma + mamma, de Karole Di Tommaso (2018)
- Lacci, de Daniele Luchetti (2020)
- Supereroi, de Paolo Genovese (2021)
- Diabolik - Ginko all'attacco!, de Manetti Bros. (2022)
- Última noche en Milán, de Andrea Di Stefano (2023)

### Televisión
- Lea - telefilme (2015)
- Felicia Impastato - telefilme (2016)
- Donne - serie, un episodio (2016)
- Storia di Nilde - telefilme (2019)
- Il cacciatore - serie (2021)